# Кам'яна Криниця
Кам'яна́ Крини́ця — село в Благовіщенській громаді Голованівського району Кіровоградської області України. Населення становить 1034 осіб. Колишній центр Кам'янокриничанської сільської ради.

## Історія
На Правобережній Україні в південно-західній частині, між річками Південний Буг та Дніпро, на стику трьох областей (Вінницької, Черкаської та Кіровоградської) в 17 столітті було засновано село Кам'яна Криниця. Село лежить на двох схилах, між якими протікає річка Безіменна.
Цей струмок витікає з джерела, яке розташоване в північно-західній частині села і має назву «Кам'яна Криниця». Ім'ям цього джерела і названо село. Засновано було на землях, які належали графу Потоцькому. В 1775 році в селі було 140 дворів. Володіння с. Кам'яної Криниці граф Потоцький подарував своїй дочці в час одруження її з графом Строгановим. Строганов і його дружина Марія Болеславівна (дочка графа Потоцького) в 1850 році продавали селянам 2329 десятин землі, але селяни не змогли зібрати 40916 крб. і виплатити недоїмку-оброк в сумі 2184 крб., і тому земля залишилася за Строгановими аж до скасування кріпацтва.
У 1847 році в селі Кам'яна Криниця мешкало 816 чоловік, з них 231 чоловік працездатних, 237 чол. непрацездатних, 63 чол. рахувалися в бігах. Жіночої статі було 222 чол., з яких у бігах теж було 63 чоловіки.
У 1849 році проживало в селі 842 жителів в тому числі 430 чоловіків і 412 жінок.
Після скасування кріпацтва, через чотири роки, в 1865 році селяни Кам'яної Криниці викупили у Строганова 2553 десятини землі, а ще лишалося в поміщика 1337 десятин польової землі, 188 десятин лісу, ставків і випасів. На поміщицькій землі працювало 617 селян-наймитів.
За період з 1862 по 1900 роки кількість господарств в селі зросла з 180 до 670, а населення 1250 до 3000 чоловік.
У 1905 році в селі Кам'яна Криниця було 720 дворів з кількістю жителів 3500 та зросло в подальшому до 5000 жителів. В цей період було збільшення безземельних селян.
В період першої світової війни (1914—1918 роки) у 1916 році самодержавство проводило перепис селянських дворів з метою обкласти селян підвищеним податком. Одночасно з переписом цар видав указ про мобілізацію на фронт волосних поліцейських. Щоб уникнути цього, волосні поліцейські пустили чутку, що все записане в селян в «чорну книгу» (так селяни називали бланки перепису), заберуть у селян. Почалося заворушення, у час якого селяни порвали бланки перепису. Таким чином волосні поліцаї тепер мали роботу в волостях і врятувались від фронту. Керівників селянського заворушення 24 червня 1916 року було заарештовано і віддано до суду.
Після скасування в селі кріпацтва, було відкрито початкову церковно-приходську школу, а в 1894 р. і Земську початкову школу, яка містилась в збудованому земством будинку, що мав одну класну кімнату і квартиру для вчителя.
У 1753 році за зібрані у селян гроші було побудовано першу в селі дерев'яну церкву. А в 1876 році духовенство зібрало із селян 32 тис. крб. і побудували із цегли другу церкву. Граф Потоцький виділив на церкву (у володіння попа) 96 десятин 1678 сажнів польової землі.
В грудні 1917 року в селі було встановлено радянську владу. В 1929 році в селі розпочалася масова колективізація. У 1930 році в селі було організовано чотири колгоспи: ім. Щорса, ім. Чапаєва, ім. Тельмана та «Перша п'ятирічка». До організації колгоспів у 1924 році в селі було організовано артіль спільного обробітку землі (СОЗ). В той час у селі проживало 5000 мешканців.
Важкими для села були 1932—1933 роки, роки Голодомору. Голова сільської Ради та секретар Власюк Йосип Ярезмович підрахували померлих від голоду, їх було 1034 жителів села.
Німецько-радянська війна (1941—1945)
Про початок війни першим повідомив населення села колишній директор школи Наконечний Петро Юхимович, у якого був радіоприймач. В липні місяці 1941 року німці окупували село Кам'яну Криницю. Загарбники грабували село і вивозили в Німеччину зерно, худобу та молодь села.
Село від окупації звільнено 13 березня 1944 року.
У Другій світовій війні брали участь 468 жителів села, з них 266 загинуло, 280 нагороджені орденами і медалями. На території села споруджено обеліск Слави та пам'ятник «Невідомому солдату».
У 1954 році господарства було об'єднано в один колгосп ім. Щорса. У 1968 році за високі досягнення в сільськогосподарському виробництві господарство було нагороджено орденом в Знак Пошани. Найбільшого розвитку колективне господарство (колгосп ім. Щорса) досяг в 1975—1990 роках. На площі 4116 га сільськогосподарських угідь було 105 га саду, 7 га виноградників, 40 га ставків. Запроваджено дві одинадцятипільних сівозміни. Працювала лазня, млин, новозбудований тракторний парк із типовою майстернею, автопарк, пилорама, 21 тваринницьке приміщення, овочесховище, літній кінотеатр, бригадний клуб, кормоцех, маслопункт, шкільну їдальню, шкільну майстерню, сільмаг, медпункт, будинок тваринника, ветлікарню. В селі діяли три кіноустановки, дві бібліотеки, медпункт, пологовий будинок, бригадний клуб.
В роки радянської влади споруда церкви кілька разів змінювала своє використання. В тридцяті роки на ній були зруйновані дзвіниця та купол. Приміщення використовувалося як сільський клуб. Із 1960 по 1990 роки в ній був зерносклад та склад будівельних матеріалів. Після ретельної реставрації тепер це знову культова споруда.
Протягом 1965—1968 роках була побудована дорога з твердим покриттям до траси Київ-Одеса. В 1972 році село було з'єднано асфальтованою дорогою з районним центром. За період 1975—1990 років 90 % вулиць було покрито асфальтовим покриттям та бруківками.
У 1984 та 1985 роках введені в дію нові споруди середньої школи та сільського будинку культури.
У 1970 році в селі було 980 жилих дворів в яких проживали 3010 жителів. В селі працювала денна та вечірня середні школи, у яких навчалося 636 учнів.
В колгоспі ім. Щорса було добре розвинуте тваринництво. Утримувалося 1533 голови ВРХ, 1846 голів свиней, 2 тис. голів птиці, 1411 шт. овець, 177 бджолородин. В колгоспі функціонували дві рільничі бригади, садоогородня бригада, тракторна бригада, будівельна бригада, дорожно-будівельна, риболовецька бригади, комунгосп.
У 1996 році було проведено розпаювання колективних земель між 1000 колгоспників. Із земель державного резерву наділено по2 газемлі працівникам соціальної сфери. На землях створено перші фермерські господарства. У 2003 році припинило своє існування колективне господарство ім. Щорса.
На початку 2007 року на території села нараховується 501 господарство, у яких проживає 1181 житель, у тому числі: 536 працездатного населення, молоді до 35 років — 238 чоловік, з них 130 учнів. В 2008 році 1119 чоловік в тому числі 527 працездатне населення пенсіонерів 361, підлітків 231, учнів 125.
На території села нараховувалось 712 будинків, з них незаселених — 237. В господарствах утримувалось 188 голів ВРХ, з них 89 корів, 689 свиней, 42 гол. коней. В населення є в наявності техніка: 15 тракторів, 6 вантажних автомобілів, 115 легкових автомобілі.

## Населення
Згідно з переписом УРСР 1989 року чисельність наявного населення села становила 1579 осіб, з яких 671 чоловік та 908 жінок.
За переписом населення України 2001 року в селі мешкало 1355 осіб.

### Мова
Розподіл населення за рідною мовою за даними перепису 2001 року:
| Мова       | Відсоток |
| ---------- | -------- |
| українська | 98,16 %  |
| російська  | 1,03 %   |
| молдовська | 0,59 %   |
| білоруська | 0,07 %   |

## Економіка
На даний час загальна площа 4565,2 га, у тому числі площа населеного пункту 378 га. На території села нараховується 427 господарство, у яких проживає 1010 житель. На території села нараховувалось 693 будинків, з них незаселених — 275. В господарствах утримувалось 150 голів ВРХ, з них 80 корів, 537 свиней, 33 гол. коней. В населення є в наявності техніка: 16 тракторів, 2 вантажних автомобілів, 1 комбайн.
В селі функціонують 10 фермерських господарств, засновниками яких є жителі села: Сусло Олег Андрійович, Літинський Віталій Валентинович, Мельник Леонід Вікторович, Яворський Олександр Анатолійович, Чоповий Василь Васильович, Широбоков Віктор Олексійович, Сухина Сергій Григорович, Данилюк Григорій Анатолійович. Близько 1500 га земель орендує ТОВ «Ятрань», 100 односельчан обробляють свої земельні паї одноосібно.
Також у селі функціоную продуктовий магазин.

## Об'єкти соціальної сфери
В селі діє один дитячий садок та одна школа.

## Спорт
Село має власну футбольну команду під назвою «Зелений Гай», капітаном якої є Пушкін Віталій. Зірка футболу села — це Пушкін Віталій, який вирізняється поміж інших гравців своєю витривалістю і спритністю, а також технікою ведення м'яча.
Громада села неодноразово організовувала масове полювання, за участю жителів села (Яворський Олександр, Куценко Сергій, Барановський Олександр, Сатанівський Михайло, Малярчук Олег, Фаюк Валерій).

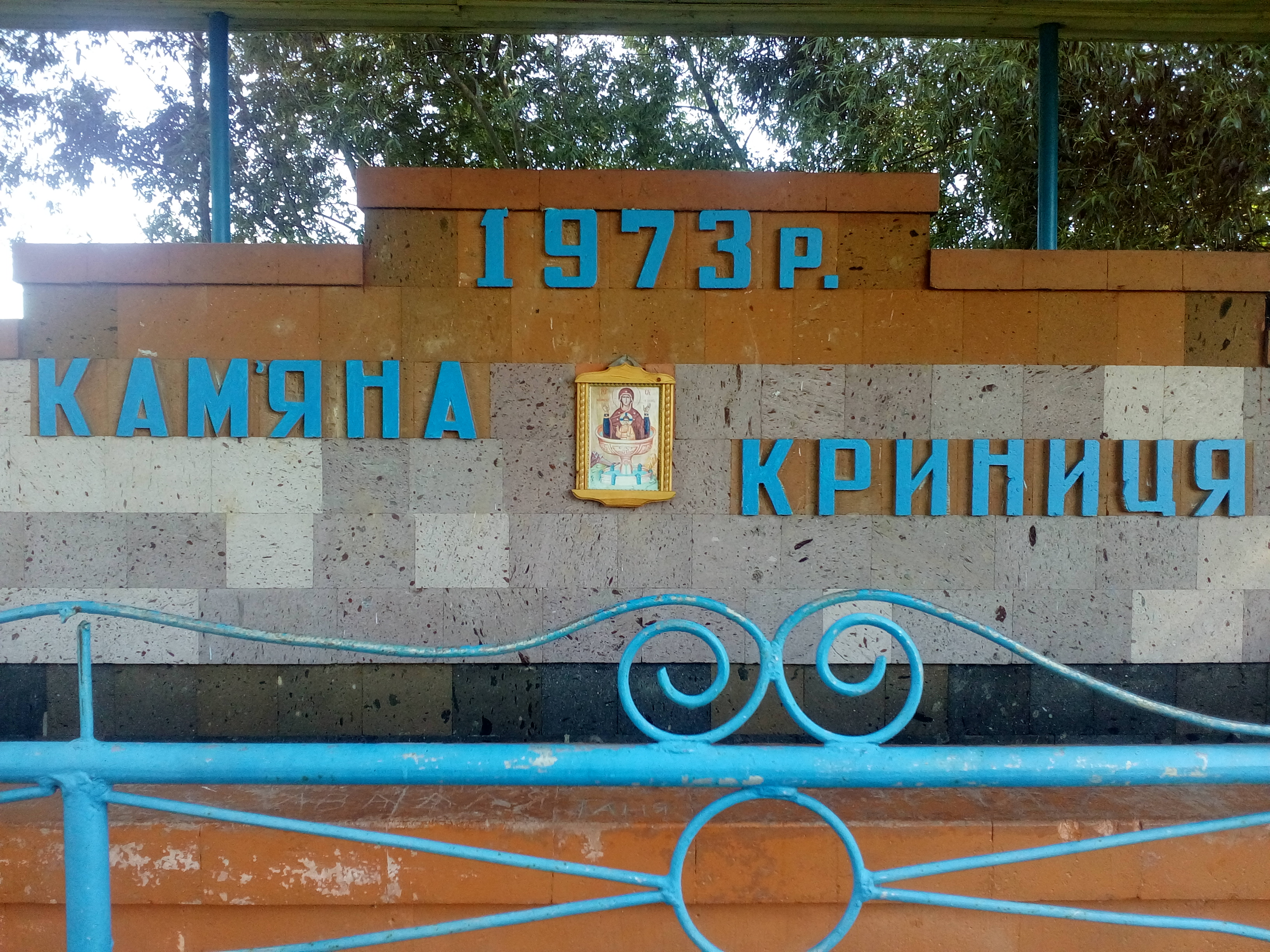
Споруда криниці

## Пам'ятки
Село знамените на всю Україну своїм млином.
У північно-західній частині села розташована гідрологічна пам'ятка природи місцевого значення Кам'яна криниця.

## Плани на майбутнє
Відповідно до Указу Президента України «Про стратегію розвитку українських сіл Кіровоградської області на період 2014—2020 року» на території села планується побудова історично-меморіального комплаксу на честь історії села «Кам'янокриничанська слава!», а також побудова стадіону загальною кількість 3,500 місць, який зможе приймати товариські матчі районного центра та матчі на кубок Голови Кам'янокриничанської сільської ради. Планується забезпечення Будинку Культури сучаною інтерактвною дошкою та сучасним прожектором.